# Sant Feliu de la Vall
Sant Feliu de la Vall és una església romànica del municipi de Castellolí, a l'Anoia, que es troba acompanyada del cementiri dalt d'un serradet. És una obra protegida com a bé cultural d'interès local.

## Descripció
És un petit edifici romànic, d'una nau, amb l'absis decorat amb arcuacions llombardes, molt modificat i ampliat a mitjans del segle xix. L'absis de pedra local, molt reconstruït, conserva, a més de les arcuacions llombardes, tres finestres de doble esqueixada recuperades en la restauració. La nau, coberta amb volta de canó reforçada per un arc toral, va ser ampliada amb una capella lateral per banda i la sagristia. La porta d'accés, a ponent, és moderna així com l'òcul i el campanar transformat en comunidor del capdamunt.

## Història
Era una antiga parròquia rural, sufragània de Sant Vicenç. També surt citada com de "Sant Pere i Sant Feliu" i és esmentada des de principis del segle xi als cartularis de Sant Cugat, monestir del qual fou possessió. Centrava una caseria dispersa (tenia 9 cases el 1685).